# Комсомольская (шахта)
Комсомольская — угледобывающее предприятие (шахта) государственного предприятия «Антрацит». Крупнейшая шахта Донбассa. С 2014 года находится под юрисдикцией ЛНР, властями которой была национализирована. Антрацит, который добывают на шахте, относится к энергетическому углю, под который строились все электростанции Советской Украины.

## История
Эксплуатируется с 1980 г. Наибольшая глубина разработок — около 1 км.
В 2008 и 2012 годах на шахте происходили крупные пожары.
Количество работников на 2011 год — до 4 тыс.
В 2012 году добыто более 1,5 млн тонн.
В начале 1990—х приватизирована.
В марте 2013 года возбуждено дело о банкротстве ГП Антрацит.
В 2014 года перешла под юрисдикцию ЛНР, властями которой была национализирована.
5 июня 2020 года на шахте началась забастовка, из-за долгов по зарплате.
Работники шахты:
- Водопьянов, Олег Александрович — Директор шахты.
- Воликов, Владимир Николаевич — Герой Украины, бригадир проходчиков шахты.

## Адрес
94637, Украина, Луганская область, г. Антрацит, посёлок Дубовский-1.